# أورتة حصار
أورتة حصار (بالتركية: Ortahisar)‏ هي بلدة ومُديريَّة تقع في ولاية طربزون بتركيا. تصل مساحتها إلى 235 كم²، وترتفع عن سطح البحر حوالي 50 م.